# Portal de la Marina
Portal de la Marina és un centre comercial situat a l'extrem occidental del nucli urbà d'Ondara (Marina Alta). Obert el febrer de 2008, l'accionista principal present és Carrefour, que ocupa la majoria de la primera planta amb un hipermercat. També inclouen empreses espanyoles, europees i un cert nombre d'empreses locals. L'empresa de bricolatge, jardineria i decoració Akí va estrenar-hi el 2011 les seves instal·lacions.